# Groupe de NGC 1407
Le groupe de NGC 1407 comprend au moins neuf galaxies situées dans la constellation de l'Éridan. La distance moyenne entre ce groupe et la Voie lactée est d'environ 24,4 Mpc (∼79,6 millions d'al). 

## Membres
Le tableau ci-dessous liste les neuf galaxies du groupe indiquées dans l'article de A.M. Garcia paru en 1993. Notons que selon le site « Un atlas de l'Univers » de Richard Powell, la galaxie NGC 1359 fait partie du groupe qui porte son nom, le groupe de NGC 1359.  
| Nom        | Class.         | Type                        | α (J2000.0)   | δ (J2000.0)  | Vitesse radiale (km/s) | m     | Distance (Mpc) | Diamètre (kal) |
| ---------- | -------------- | --------------------------- | ------------- | ------------ | ---------------------- | ----- | -------------- | -------------- |
| NGC 1359   | SB(s)m? pec    | Spirale barrée magellanique | 03h 33m 47.7s | -16° 29′ 31″ | 1973 ± 4               | 12,2  | 27,2 ± 1,9     | 229            |
| NGC 1407   | E0             | Elliptique                  | 03h 40m 11.8s | -18° 34′ 48″ | 1179 ± 9               | 9,7   | 24,4 ± 1,7     | 243            |
| NGC 1440   | (R')SB0^0?(rs) | Lenticulaire                | 03h 45m 02.9s | -18° 15′ 58″ | 1597 ± 27              | 11,6  | 21,9 ± 1,6     | 91             |
| NGC 1452   | SB(r)a         | Spirale barrée              | 03h 45m 22.3s | -18° 38′ 04″ | 1737 ± 10              | 11,8  | 23,9 ± 1,7     | 75             |
| IC 343     | SB(rs)0+?      | Lenticulaire                | 03h 40m 07.1s | -18° 26′ 36″ | 1841 ± 24              | 13,2  | 25,4 ± 1,8     | 64             |
| IC 346     | SB(r'l)0^+     | Lenticulaire                | 03h 41m 44.6s | -18° 16′ 01″ | 2085 ± 31              | 12,6  | 29,0 ± 2,1     | 93             |
| ESO 548-44 | SA(r)0^+?      | Lenticulaire                | 03h 34m 19.2s | -19° 25′ 28″ | 1696 ± 27              | 12,86 | 23,1 ± 1,7     | 38             |
| ESO 548-47 | (R')SB(r)0+?   | Lenticulaire                | 03h 34m 43.5s | -19° 01′ 44″ | 1606 ± 26              | 12,23 | 21,8 ± 1,6     | 89             |
| ESO 548-68 | SB(s)0-?       | Lenticulaire                | 03h 40m 19.2s | -18° 55′ 53″ | 1693 ± 18              | 12,75 | 23,2 ± 1,7     | 69             |

Le site DeepskyLog permet de trouver aisément les constellations des galaxies mentionnées dans ce tableau ou si elles ne s'y trouvent pas, l'outil du site constellation permet de le faire à l'aide des coordonnées de la galaxie. Sauf indication contraire, les données proviennent du site NASA/IPAC.